# Domstraße 12 (Nordhausen)

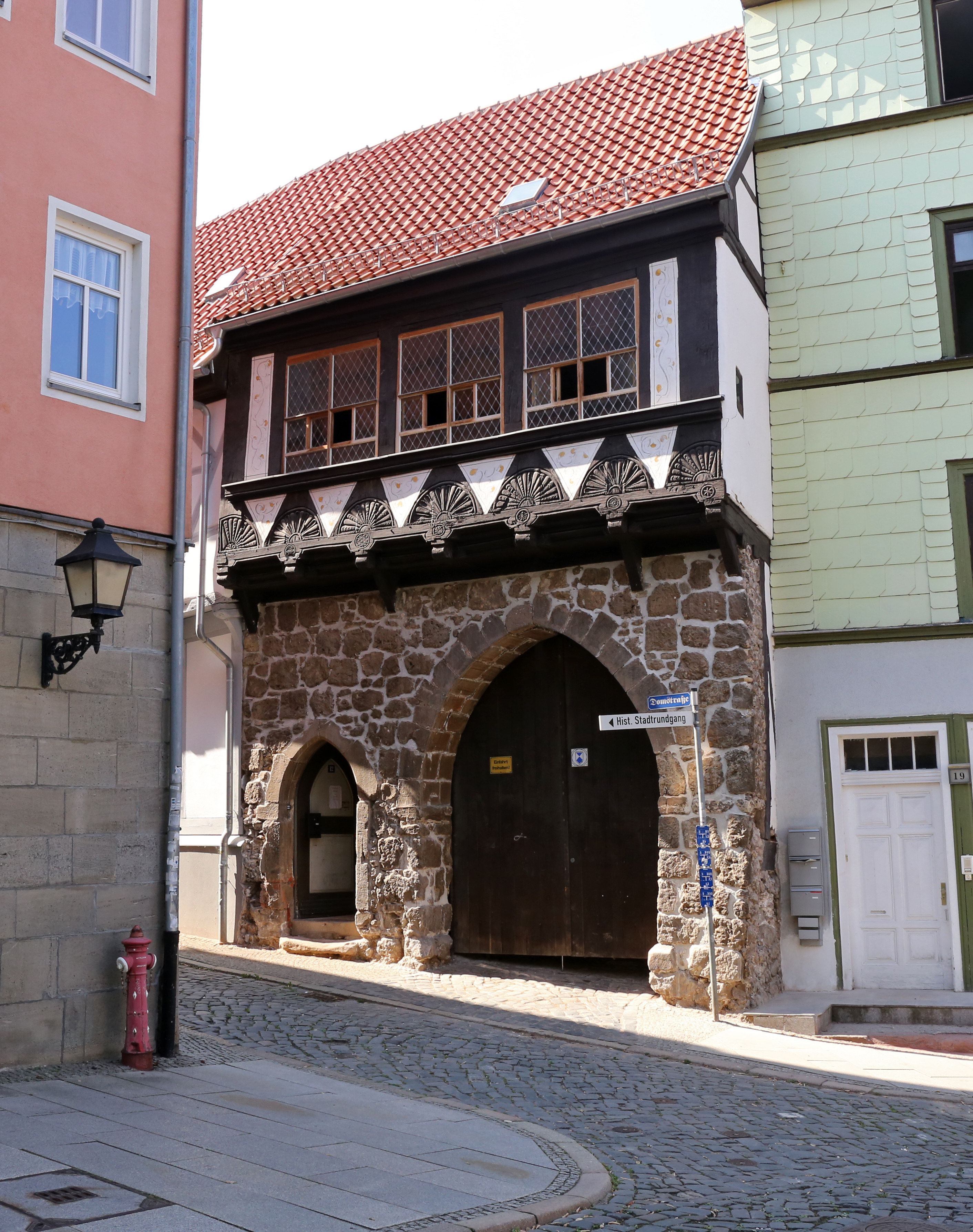
Domstraße 12 (2016)

Das Haus Domstraße 12 in Nordhausen am Harz gilt als eines der ältesten Wohnhäuser in Thüringen. Bekannt ist das Gebäude auch durch das Widerspiel des schweren massiven Sockels und der leichten Fachwerkformen. Über dem Bruchsteinerdgeschoss, das eine Torfahrt und eine Fußgängerpforte aufnimmt, erhebt sich mit weitem Überhang der prachtvoll dekorierte Oberstock. Der bescheidene Fachwerkteil ist ein charakteristisches Beispiel für niedersächsische Fachwerkbaukunst des 16. Jahrhunderts. Nach dendrochronologischen Untersuchungen wurde das Holz des ältesten Balkens im Jahr 1303 geschlagen.
Das heute in einer Reihe von schlichten Häusern stehende Gebäude ist wahrscheinlich auf Grund seiner herausragenden äußerlichen Gestaltung kein Ackerbürgerhaus gewesen, sondern war Teil der ehemaligen Befestigung der alten Königsburg, das in späterer Zeit zu einem Torhaus und im Laufe des 18. Jahrhunderts zu einem Wohnhaus umgewandelt wurde. Im Sommer 2016 wurde die grundlegende Sanierung abgeschlossen.

## Architektur und Geschichte

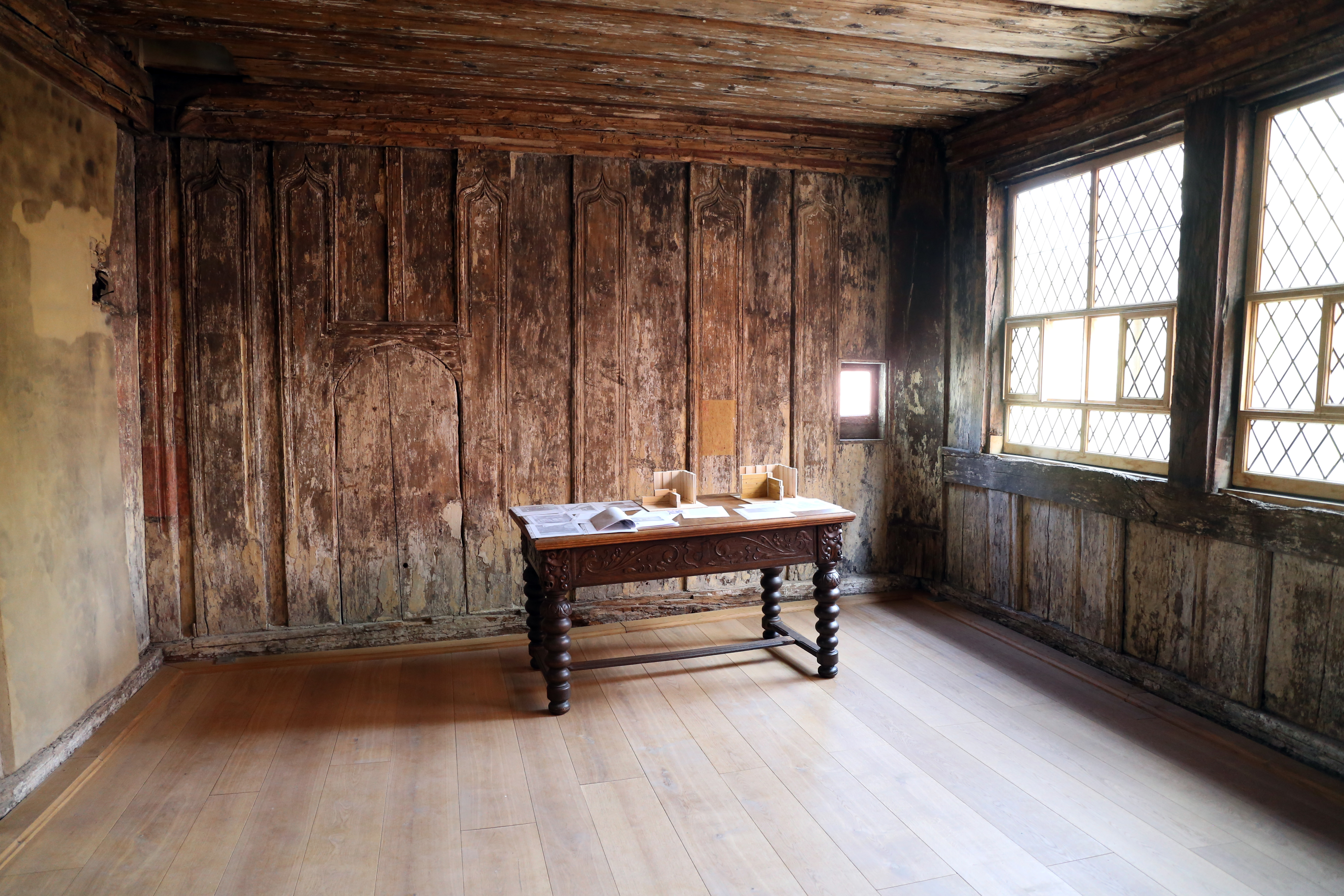
Bohlenstube (2016)

Von den Nachbargebäuden Barfüßerstraße 11, 12 und 13 befand sich das Innere Barfüßertor oder Alte Tor (valva antique) der Stadt, ihr Hauptzugang für die von Westen in einer Kurve herankommende Reichsstraße. Das Tor wurde 1800 abgebrochen. Otto Riemenschneider nimmt an, dass hinter dem Barfüßertor der Organismus der Vorburg der königlichen Niederlassung begann. Der mächtige Torbogen des Hauses Domstraße 12 sei ursprünglich die Durchfahrt für den Weg gewesen, der vom Barfüßertor unter mehrfacher Krümmung in die Vorburg geführt habe. So seien an den Spitzbogen Spuren einer ursprünglichen Anlage als Rundbogen zu erkennen.

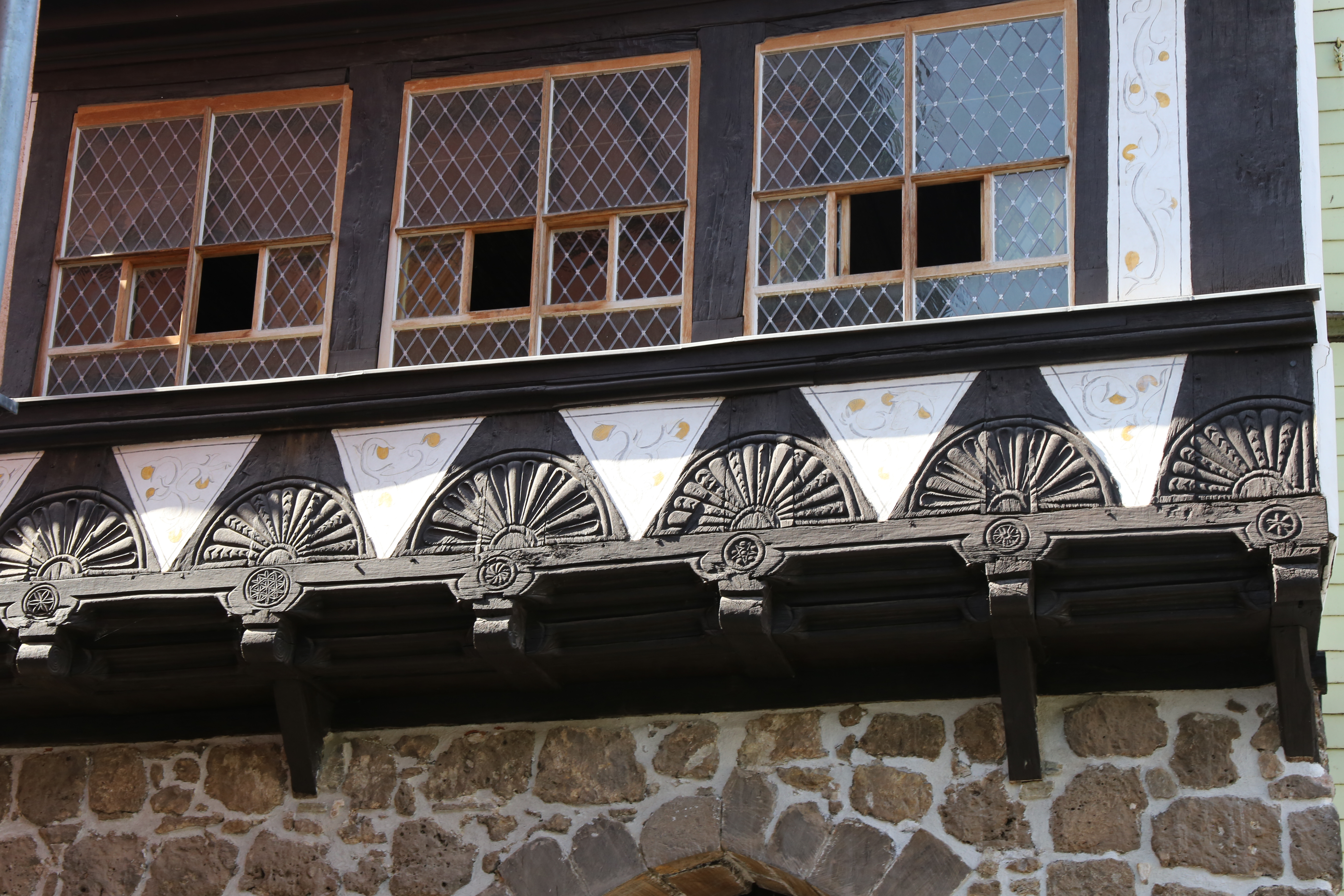
Detailaufnahme vom Fachwerkteil mit den Fächerrosetten an der Vorkragung

Das Sockelgeschoss stammt aus gotischer Zeit und ist – ungewöhnlich für einen Bürgerbau – monumental erbaut. Hermann Wiedhaas ist der Annahme, dass das Erdgeschoss des Hauses eine Einfahrt zu einem beträchtlichen Grundstück, wahrscheinlich der königlichen Vorburg, gewesen ist.

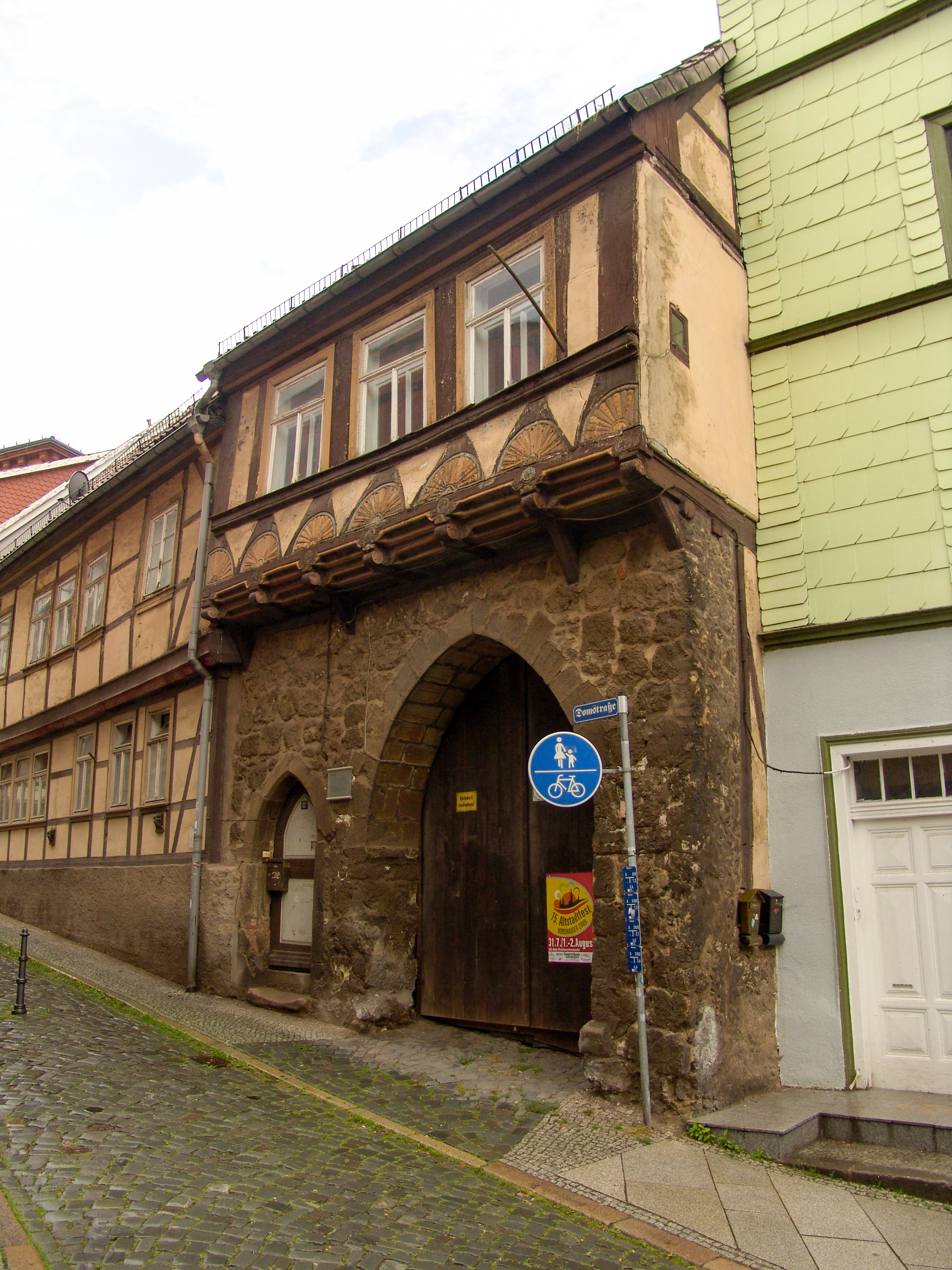
Das Haus vor der Sanierung (2009)